# Ernst Décsey
Ernst Décsey (* 13. April 1870 in Hamburg; † 12. März 1941 in Wien; früher Ernst Deutsch, Pseudonym: Franz Heinrich) war ein österreichischer Schriftsteller und Musikkritiker.

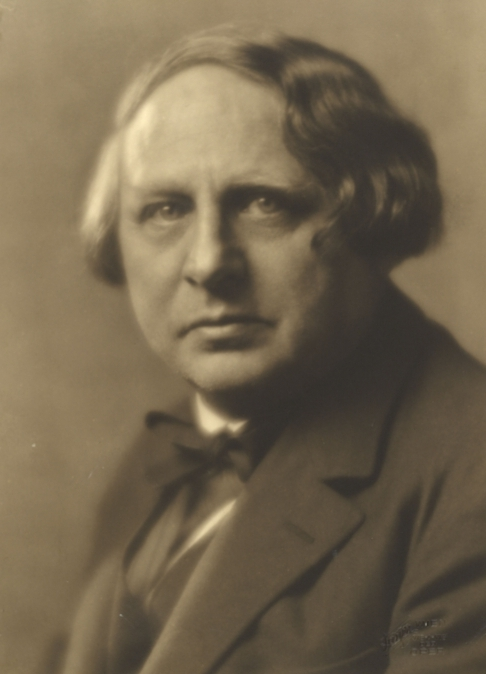
Aufnahme von Georg Fayer (1927)

## Leben
Ernst Décsey studierte in Wien Rechtswissenschaften (Dr. iur. 1895) und absolvierte zugleich eine Ausbildung am Konservatorium der Gesellschaft der Musikfreunde in den Fächern Klavier, Harmonielehre und Komposition.
Ab 1899 war Ernst Décsey als Musikkritiker bei der Grazer Tagespost tätig, 1908 wurde er deren Chefredakteur. Ab 1920 erfolgte eine Berufung zum ständigen Musikreferenten für das Neue Wiener Tagblatt nach Wien, wo er zum führenden Musikkritiker seiner Zeit wurde. Beim Anschluss Österreichs 1938 wurde er aus rassistischen Gründen entlassen.
Neben der journalistischen Arbeit war Ernst Décsey auch als freier Schriftsteller und als Lehrer für Musikgeschichte und Ästhetik am Neuen Wiener Konservatorium tätig. Décsey schrieb Romane, Erzählungen, Theaterstücke und Libretti.
Vor allem durch seine Musiker-Biographien wurde er weit über die Grenzen Österreichs hinaus bekannt.
Die sterblichen Überreste Ernst Décseys wurden in Wien auf dem Hietzinger Friedhof in einem ehrenhalber gewidmeten Grab (Gruppe 58, Nummer 328) bestattet.

## Werke

### Romane und Erzählungen
- Du liebes Wien, Roman, 1911
- Zigarettenrauch, Erzählungen, 1911
- Die Insel der sieben Träume, Ein Reisebuch, 1912
- Der kleine Herzog Cupidon, Roman, 1913
- Die Theaterfritzl, Roman, 1915
- Krieg im Stein, Erzählungen, 1915
- Im Feuerkreis des Karsts, Erzählungen, 1916
- Memoiren eines Pechvogels, Erzählungen, 1917
- Die Stadt am Strom, Roman, 1918 (?)
- Das Theater unserer lieben Frau, Roman, 1927
- Die Spieldose, Musikeranekdoten, 1928

### Biographien
- Hugo Wolf – Das Leben und das Lied, 1906
- Peter Rosegger, 1913 (?)
- Bruckner – Versuch eines Lebens, 1920
- Johann Strauß, 1922
- Franz Lehár, 1924
- Maria Jeritza, 1931
- Claude Debussy, 1936
- Debussys Werke (Aus dem Nachlass herausgegeben von Max Graf). Leykam, Graz und Wien 1948

### Theaterstücke und Libretti
- Der Musikant Gottes (Co-Autor: Victor Léon), Theaterstück, 1924
- Sissys Brautfahrt (Co-Autor: Gustav Holm, Pseudonym für Robert Weil,  auch als Homunkulus bekannt), Lustspiel, 1931 (dieses Lustspiel wurde später Vorlage für die Operette Sissy)
- Die Kathrin, Libretto zur gleichnamigen Oper von Erich Wolfgang Korngold, 1937
- Die Dame im Traum (Co-Autor: Gustav Holm), Libretto zur gleichnamigen Oper von Franz Salmhofer, 1935